# Josh Mayo
Joshua Andrew Mayo (nacido el 15 de julio de 1987 en  Munster, Indiana) es un jugador de baloncesto estadounidense. Mide 1,83 metros y juega de base en el Napoli Basket de la Serie A2 italiana. 

## Trayectoria profesional
El norteamericano se ha formado en la Universidad de Illinois en Chicago, terminando como cuarto máximo anotador de la historia universitaria (1.718 puntos). Además, es el segundo con más triples anotados (266) y más tiros libres (650) de la historia.
En la temporada 2009-10 decidió dar el salto a Europa. Ha pasado por Francia (Stade Clermentois, 2ª división), Ucrania (Mykolaiv), Letonia (Liepajas Lauvas), donde fue líder en asistencias en la liga letona en la temporada 2011-12. Después pasó por Italia (Sutor Montengranaro, donde promedió 16.2 puntos, 2.3 rebotes y 4.3 asistencias y Acea Roma).
En la temporada 2014/15 jugó en Turquía, defendiendo los colores del Torku Konyaspor de la TBL, firmando 16.3 puntos, 3.2 rebotes y 4.7 asistencias por encuentro en TBL con Torku Konyaspor.
En febrero de 2015 ficha por el Fuenlabrada hasta final de temporada. Ocupará la plaza de extracomunitario que dejó libre Jimmy Baron y completándola junto al otro extra Andy Panko, líder indiscutible del equipo.

## Clubs
- Universidad de Illinois en Chicago  (2005-2009)
- Stade Clermontois Basket Auvergne (2010)
- Liepajas Lauvas (2011-2012)
- MBK Mykolaiv (2012-2013)
- Sutor Montegranaro (2013-2014)
- Pallacanestro Virtus Roma (2014)
- Torku Konyaspor (2014)
- Baloncesto Fuenlabrada (2015)
- Scafati Basket (2015-2016)
- Telekom Baskets Bonn (2016-2019)
- Pallacanestro Varese (2019-)

## Palmarés
- Líder en asistencias en la liga letona en la temporada 2011-12.